# Kevin Muñoz
Kevin Alexander Muñoz Heredia (Veracruz, 28 de noviembre de 2003) es un atleta mexicano especializado en saltos. Integró la delegación mexicana en los Juegos Olímpicos de París 2024.

## Trayectoria
Nacido en Veracruz pero criado en Guadalajara, Muñoz se inspiró en los clavadistas mexicanos Iván García y Germán Sánchez al verlos ganar en las olimpiadas de Londres 2012.  En los Juegos Panamericanos Junior de 2021 obtuvo medalla de plata en el trampolín de 1 metro, un día antes de cumplir 18 años de edad.
Obtuvo en 2024 la clasificación a los juegos olímpicos de París en el selectivo nacional de su país tras una reñida final con Rodrigo Diego.En París 2024 obtuvo 362.05 con lo cual se colocó en el sitio 19° de la clasificación general.

## Premios y palmarés
| Juegos Panamericanos Junior | Juegos Panamericanos Junior | Juegos Panamericanos Junior | Juegos Panamericanos Junior |
| Año                         | Lugar                       | Medalla                     | Categoría                   |
| --------------------------- | --------------------------- | --------------------------- | --------------------------- |
| 2021                        | Cali (Colombia)             | Medalla de plata            | Trampolín 1 m.              |